# Sekunda (imię)
Sekunda – żeńska forma imienia Sekundus. Patronką tego imienia jest m.in. św. Sekunda męczennica z III w..
Sekunda imieniny obchodzi 10 lipca, 17 lipca i 30 lipca.